# 李斯克里克鎮區 (阿肯色州華盛頓縣)
李斯克里克鎮區（英語：Lees Creek Township）是位於美國阿肯色州華盛頓縣的一個行政鎮區。

## 地方資料
李斯克里克鎮區的面積為85.89平方千米，當中陸地面積為85.69平方千米，而水域面積為0.22平方千米。根據2010年美國人口普查的數據，當地共有人口574人，而人口密度為每平方千米6.68人。